# برايان فرنسيس
برايان فرنسيس (بالإنجليزية: Brian Francis)‏ (1971، سارنيا في كندا)؛ كاتِب وروائي كندي.